# María Vilas Vidal
María Vilas Vidal (Ribeira, La Coruña, Galicia, 31 de mayo de 1996) es una nadadora española especializada en las pruebas de fondo. En el Campeonato Europeo de Natación de 2016 celebrado en Londres, Reino Unido, obtuvo la medalla de bronce en 1500 metros estilo libre, compartiendo el podio con Boglarka Kapas y Mireia Belmonte García.

## Carrera
En la Copa Comen de 2010 celebrada en Catania, Italia, ganó dos medallas de oro en las competiciones de 200 m braza y 400 m estilos, una medalla de plata en 200 m estilos (2.22.91), y tres medallas de bronce en 100 m braza y en los relevos 4 × 100 m libre y 4 × 200 m.
Un año más tarde, en el Campeonato de Europa Júnior de Belgrado, se proclamó campeona de Europa en los 1500 libre. También fue sexta en los 400 estilos y cuarta en 800 libre. Ese mismo año en Lima participó en el Campeonato del Mundo Júnior, donde consiguió la quinta plaza en los 1500. 
En 2012 volvió a competir en un Campeonato de Europa Júnior, en este caso en Amberes. Allí volvió a ser oro, en este caso en los 800 libre, además de colgarse la plata en los 400 estilos y el bronce en los 1500 libre y el relevo 4x200 libre junto a Fátima Gallardo, Marta Ruiz y Irene Andrea.
En el 2013 fue a los Juegos del Mediterráneo de Mersín. Fue plata en 400 estilos.
En el Open de Privamera de 2016 disputado en Sabadell, España, logró clasificar a los Juegos Olímpicos por primera vez. Además, superó el récord gallego de los 400 estilos de Bea Gómez con un tiempo de 4.38,81.
En los Juegos Olímpicos de Río de Janeiro 2016, participó en los eventos de natación 800 metros estilo libre femenino y 400 metros combinado individual femenino, clasificando en 19.ª posición en ambas pruebas.
María ha competido en 2 campeonatos del mundo, en ambos en la disciplina de aguas abiertas: en 2015 compitió tanto en los 5 como en los 10 kilómetros, consiguiendo la 24.ª plaza en ambas distancias. En 2019, tras superar una etapa muy dura después de los Juegos Olímpicos de Río 2016, consiguió clasificarse para el mundial de Gwangju, donde fue 33.ª.

## Deporte de élite
En 2019 reconoció la depresión que obligó a dejar el deporte de competición temporalmente.